# Pardalotus
Pardalotus Vieillot, 1816 è un genere di uccelli passeriformi, l'unico ascritto alla famiglia Pardalotidae Strickland, 1842.

## Etimologia

P. punctatus.

Il nome scientifico del genere, Pardalotus, deriva dal greco παρδαλωτος (pardalōtos, "maculato come un leopardo"), in riferimento alla livrea di molte specie.

## Descrizione
Si tratta di uccelli di piccole dimensioni (8,5–12 cm), dall'aspetto robusto e paffuto, muniti di grossa testa con becco corto e forte di forma conica, ali appuntite, zampe corte e forti e coda corta e squadrata.
Il piumaggio presenta differenze fra le varie specie, mantenendosi generalmente di colore giallo su faccia e petto, nonché su codione e sottocoda, e bianco sul ventre, mentre la calotta è nera (fa eccezione il pardaloto tasmaniano, che manca di questa caratteristica) e l'area dorsale è più scura, grigia o nerastra. Tutte le specie presentano sopracciglio chiaro (giallo o bianco) su mascherina scura, mentre sulle ali le singole penne presentano una macchia nera sulla punta, a dare un effetto maculato all'area che frutta a questi uccelli il nome comune ed il nome scientifico.

Il dimorfismo sessuale è in genere ben evidente, con le femmine dalla colorazione più sobria.

## Biologia
Si tratta di uccelli diurni che vivono in coppie, spesso associandosi a stormi misti con altre specie: si nutrono principalmente di insetti reperiti cercando fra il fogliame e di manna: i pardaloti sono particolarmente adattati a nutrirsi delle larve degli psillidi, ricoperte di melata, per ottenere le quali competono con gli aggressivi melifagidi, passando il 5% della propria giornata ad evitare gli attacchi di questi uccelli al fine di difendere le proprie fonti di cibo.
Questi uccelli, caso raro fra i passeriformi, nidificano in lunghi tunnel orizzontali scavati nel terreno: monogami, ambedue i genitori collaborano in tutte le fasi dell'evento riproduttivo.

## Distribuzione e habitat
La famiglia è endemica dell'Australia, della quale tre specie abitano ampie porzioni, mentre una (il pardaloto dalle quaranta macchie) popola piccole aree della Tasmania: tutti i pardaloti sono legati all'eucalipto, popolando un po' tutte le formazioni a predominanza di queste piante, dalle foreste primarie al mallee cespuglioso.

## Tassonomia

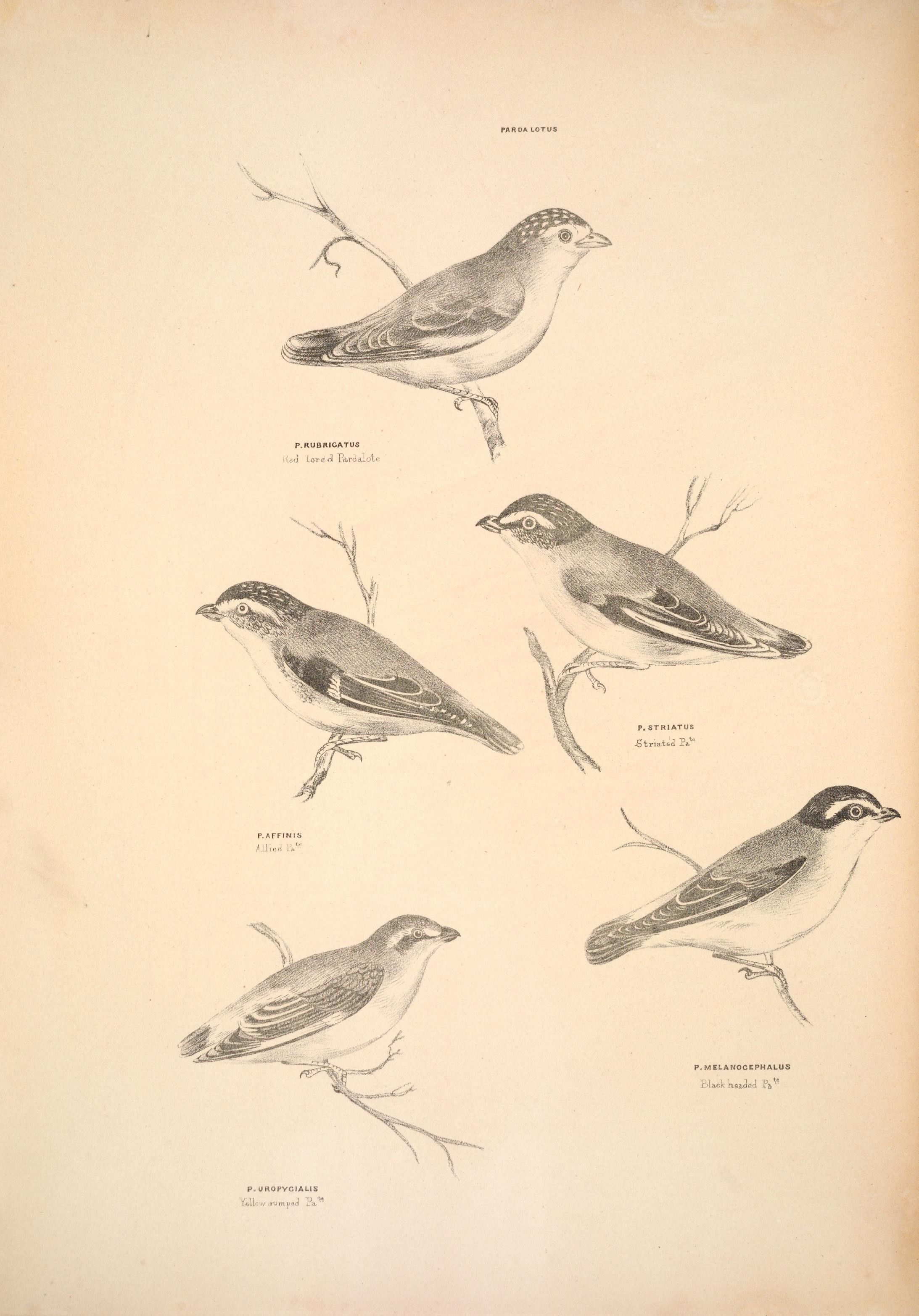
In alto P. rubricatus
Al centro e in basso P. striatus.

La famiglia è monotipica, constando di un singolo genere al quale vengono ascritte quattro specie:
Famiglia Pardalotidae
- Genere Pardalotus
  - Pardalotus punctatus (Shaw, 1792) - pardaloto maculato
  - Pardalotus quadragintus Gould, 1838 - pardaloto dalle quaranta macchie
  - Pardalotus rubricatus Gould, 1838 - pardaloto cigliarosse
  - Pardalotus striatus (Gmelin, 1789) - pardaloto striato

La sistematica del genere è stata piuttosto travagliata: inizialmente ascritti ai Pipridae, in base a criteri fenetici (aspetto massiccio, pattern della colorazione, riduzione della decima remigante primaria), le quattro specie sono state in seguito spostate fra i Dicaeidae, ma le analisi a livello molecolare hanno rivelato una parentela piuttosto stretta con i Dasyornithidae e soprattutto con gli Acanthizidae, dei quali rappresenterebbero un clade basale. Alcuni autori proporrebbero l'accorpamento delle due famiglie (, col nome Pardalotidae che avrebbe la precedenza secondo il principio di priorità.